# Phân vùng Nga
Phân vùng Nga (tiếng Ba Lan: Zabór rosyjski; tiếng Anh: Russian Partition) còn được gọi là Ba Lan thuộc Nga, là một phần lãnh thổ trước đây cấu thành nên Liên bang Ba Lan và Lietuva, đã bị Đế quốc Nga sáp nhập vào cuối thế kỷ XVIII, trong quá trình Phân chia Ba Lan. Nga mua lại một vùng rộng lớn có diện tích lên đến 463.200 km2 (178.800 dặm vuông), đây là phần lãnh thổ tạo nên phần phía Đông và trung tâm của Khối thịnh vượng Ba Lan - Litva trước đây. Sự phân vùng đầu tiên do nước Nga đế quốc lãnh đạo diễn ra vào năm 1772; lần tiếp theo vào năm 1793, và lần cuối cùng vào năm 1795, dẫn đến việc Ba Lan mất chủ quyền và Vương quốc Ba Lan nằm trong Đế chế Nga vào năm 1815.
Quá trình Phân chia Ba Lan bị 3 cường quốc thời bấy giời bắt tay nhau để thực hiện, gồm có Đế quốc Nga, Đế chế Habsburg của Áo và Vương quốc Phổ. Hành động này đã xoá bỏ nhà nước Ba Lan trong 123 năm. 